# Beatrice Straight
Beatrice Whitney Straight (ur. 2 sierpnia 1914 w Old Westbury, zm. 7 kwietnia 2001 w Los Angeles) – amerykańska aktorka, laureatka Oscara za rolę drugoplanową w filmie Sieć.

## Życiorys
Urodziła się w Old Westbury, dzielnicy Nowego Jorku. Była córką bankiera inwestycyjnego Willarda Dickermana Proste'a i aktywistki Dorothy Payne Whitney. Miała cztery lata, kiedy ojciec zmarł na grypę we Francji podczas wielkiej epidemii, służąc w armii amerykańskiej w czasie I wojny światowej. Beatrice miała dwójkę rodzeństwa, siostrę Whitney Willard Straight (1912−1979) i brata Michaela Whitneya Straighta (1916-2004).
Po ponownym małżeństwie matki, z brytyjskim agronomem Leonardem K. Elmhirstem w 1925 roku, rodzina przeniosła się do Anglii. To właśnie tam Beatrice Straight zdobyła wykształcenie i zaczęła występować w amatorskich przedstawieniach teatralnych.
Po powrocie do USA zadebiutowała na Broadwayu w 1939 roku w sztuce The Possessed. Większość jej ról teatralnych to role w sztukach klasycznych, takich jak Wieczór Trzech Króli (1941), Makbet czy Czarownice z Salem (1953). Za rolę w tej ostatniej otrzymała nagrodę Tony dla najlepszej aktorki w sztuce.
W 1976 zagrała przez 8 minut w filmie Sieć Sidneya Lumeta.  Aktorka spędziła na planie filmu 3 dni, a scena, w której kłóci się z filmowym mężem, granym przez Williama Holdena, zachwyciła Amerykańską Akademię Filmową.
Po zdobyciu Oscara Straight nie została etatową aktorką Hollywood; grała przede wszystkim w teatrze. Jej znaczącą rolą filmową była rola badaczki zjawisk paranormalnych dr Marty Lesh w filmie Duch (1982). Ostatnią zaś rolą Beatrice Straight w filmie była postać matki głównej bohaterki (granej przez Goldie Hawn) w Oszukanej (1991); epizod Beatrice trwał 5 sekund.
Straight była dwukrotnie zamężna; jej pierwszym mężem był Francuz Louis Dolivet, lewicowy działacz, który stał się redaktorem naczelnym magazynu United Nations World, a później producentem filmowym. To małżeństwo skończyło się rozwodem w 1949, a aktorka natychmiast poślubiła aktora i producenta filmowego Petera Cooksona, z którym miała dwóch synów, Tony’ego i Gary’ego.
Aktorka cierpiała na chorobę Alzheimera w późniejszych latach swojego życia. Zmarła na zapalenie płuc w Los Angeles w wieku 86 lat.

## Filmografia
Filmy fabularne
- 1952: Telefon od nieznajomego (Phone Call from a Stranger) jako Claire Fortness
- 1953: King Lear jako Goneril
- 1956: The Silken Affair jako Theora
- 1956: Patterns jako Nancy Staples
- 1959: Historia zakonnicy (The Nun's Story) jako matka Krzysztofa (Sanatorium)
- 1964: The Young Lovers jako pani Burns
- 1973: The Garden Party
- 1976: Sieć (Network) jako Louise Schumacher
- 1977: Killer on Board jako Beatrice Richmond
- 1977: The World of Darkness jako Joanna Sanford
- 1979: The Promise jako Marion Hillyard
- 1979: Krwawa linia (Bloodline) jako Kate Erling
- 1980: Wzór (The Formula) jako Kay Neeley
- 1981: Niekończąca się miłość (Endless Love) jako Rose Axelrod
- 1982: Duch (Poltergeist) jako dr Lesh
- 1983: W swoim rodzaju (Two of a Kind) jako Ruth
- 1985: Morderczy chłód (Chiller) jako Marion Creighton
- 1986: Oblężenie (Under Siege) jako Margaret Sloan
- 1986: Żądza władzy (Power) jako Claire Hastings
- 1988: Biegnij ile sił (Run Till You Fall) jako Margaret
- 1990: People Like Us jako Maisie Verdurin
- 1991: Oszukana (Deceived) jako matka Adrianne

Seriale telewizyjne
- 1951: Somerset Maugham TV Theatre
- 1951: Lights Out jako Charlotte
- 1951: Cosmopolitan Theatre
- 1951−1957: Studio One jako Pamela Baxter
- 1952: Armstrong Circle Theatre
- 1952: The Web
- 1952−1953: Kraft Television Theatre
- 1952−1954: Suspense jako pani de Spain
- 1952−1973: Hallmark Hall of Fame jako Louisa May Alcott / pani Crampfurl / Elizabeth
- 1953−1954: Omnibus
- 1954: Love Story
- 1954: Inner Sanctum jako Louise
- 1954−1955: You Are There jako Anna Boleyn
- 1955: Danger
- 1955−1958: The United States Steel Hour jako Daisy Jackson / Katherine Grant
- 1958: Playhouse 90 jako Grace
- 1959: Play of the Week jako Mlle. de St. Euverte
- 1959−1960: Alfred Hitchcock przedstawia (Alfred Hitchcock Presents) jako Cynthia Fortnam / Ida Blythe
- 1960: Diagnosis: Unknown jako Rhoda Clarence
- 1961: Doktor Kildare (Dr. Kildare) jako Pamela Rainey
- 1961−1963: Route 66 jako Elena / Matka Teresa / Kitty Chamberlain
- 1962: Naked City jako Ann Johns
- 1962: The Nurses jako Ruth Martin
- 1963: The Eleventh Hour jako Veronica Filmore
- 1963: Ben Casey jako Edith Bauer
- 1965: The Defenders jako pani Campbell
- 1966: Mission: Impossible jako dr Martha Richards Zubrovnik
- 1967: Felony Squad jako Victoria Cahill
- 1970: Matt Lincoln
- 1970: Love of Life jako Vinnie Phillips
- 1975: Beacon Hill jako pani Hacker
- 1977: Wonder Woman jako królowa
- 1978: The Dain Curse jako Alice Dain Leggett
- 1982: King’s Crossing jako ciotka Louisa Beauchamp
- 1984: Faerie Tale Theatre jako królowa Veronica
- 1985: Robert Kennedy i jego czasy (Robert Kennedy & His Times) jako Rose Kennedy
- 1988: St. Elsewhere jako Marjorie Andrews

## Nagrody
- Nagroda Akademii Filmowej Najlepsza aktorka drugoplanowa: 1977 Sieć
- Nagroda Tony Najlepsza aktorka w sztuce: 1953 Czarownice z Salem